# 卡斯泰拉讷区
卡斯泰拉讷区（法語：Arrondissement de Castellane）是法国普罗旺斯-阿尔卑斯-蓝色海岸大区上普罗旺斯阿尔卑斯省所辖的一个区。总面积1718.1平方公里，总人口11472，人口密度6人/平方公里（2017年）。主要城镇为卡斯泰拉讷。

## 辖区
卡斯泰拉讷区辖有41个市镇。